# Índex Planeta Viu
L'índex del Planeta Viu és un indicador que es fa servir per a donar informació sobre la biodiversitat dels ecosistemes, i en concret per a mirar de quantificar les tendències de gairebé 8.000 poblacions d'animals vertebrats de més de 2.500 espècies de tot el món. El Fons Mundial per la Natura (FMN) elabora i publica un informe, l'informe Planeta Viu, amb els índexs actualitzats cada dos anys (els anys parells). Un altre indicador que publica en aquest informe, i que considera molt relacionat amb aquest, és el de la petjada ecològica.
Aquest índex, a la Terra, va disminuir en un 30% entre els anys 1970 i 2007. Però la disminució de la biodiversitat, o del nombre d'espècies animals, va ser molt irregular, és a dir, molt diferent si considerem per separat cada ecosistema en comptes de fer la mitjana al món. Per exemple, als països amb ecosistemes tropicals la disminució ha estat d'un 60%, amb conseqüències com fragmentació d'hàbitats, destrucció de boscs i la pèrdua de recursos naturals. En canvi, en alguns països amb clima temperat ni tan sols ha disminuït, sinó que ha augmentat un 30%.
Segons els darrers resultats publicats a l'informe Planeta Viu, sembla que el major consum als països desenvolupats està vinculat a la pèrdua de diversitat als països amb menys ingressos, ja que els països rics utilitzen els pobres com a planter per a produir massiva i extensivament productes agricoles, forestals i ramaders a costa de suprimir-hi els espais no conreats ni urbanitzats.